# Cyril Vasiľ
Cyril Vasiľ, né le 10 avril 1965 à Košice en Slovaquie, est un prêtre jésuite slovaque de rite byzantin. Professeur à l’institut pontifical oriental de Rome, et son recteur depuis 2007, il est nommé en 2009 secrétaire de la Congrégation pour les Églises orientales et consacré évêque la même année. En 2020, il retourne en Slovaquie comme administrateur apostolique sede plena de l'éparchie de Košice.

## Biographie
Cyril Vasiľ est né le 10 avril 1965 à Košice en Slovaquie (alors Tchécoslovaquie) dans une famille gréco-catholique de prêtres. Un de ses frères, Michael, est également prêtre catholique oriental. Il passe son enfance dans la ville de Nižný Čaj, son père étant le curé de la paroisse, et est ordonné prêtre le 14 juin 1987 par Slavomir Miklovš (en) pour le diocèse de Prešov.
Le 15 octobre 1990 le jeune prêtre entre dans la Compagnie de Jésus et fait son noviciat à Gênes, en Italie. À la fin de sa formation religieuse, spirituelle et intellectuelle - y compris un doctorat en droit canon oriental - Vasil fait sa profession religieuse définitive le 15 septembre 2001. Il commence une carrière d'enseignant à l'institut pontifical oriental de Rome. Concomitamment, de 2005 à 2007, il est le conseiller religieux fédéral de l'Union internationale des guides et scouts d'Europe, on retrouve sur son blason tous les éléments du Baussant des scouts d'Europe.
Cyril Vasil' est recteur de l'institut pontifical oriental depuis 2007 lorsqu'en 2009 il est appelé à être le secrétaire de la Congrégation pour les églises orientales, ce qui entraine que, le 7 mai 2009, le pape Benoît XVI le nomme archevêque titulaire de Ptolémaïs-en-Libye (de). Dans ce cadre, il voyage notamment en Inde en 2018 pour visiter l'Église syro-malabare.
Le 21 janvier 2010, il a été nommé consultant pour le conseil pontifical pour la promotion de l'unité des chrétiens en plus de sa charge de secrétaire. Faisant ainsi partie de la curie, il accompagne le pape François pour la première semaine d'exercices spirituels de carême en dehors du Vatican,. Le 3 février 2014 il préside la messe d'ouverture de l'Eurojam 2014 de l'Union internationale des guides et scouts d'Europe, à cette occasion il réaffirme la nécessité pour l'Europe de retrouver ses racines chrétiennes.
Le 20 janvier 2020, le pape François le nomme administrateur apostolique sede plena de l'éparchie de Košice, en Slovaquie. L'éparque en titre, Milan Chautur, sous le coup d'une enquête pour harcèlement sexuel, reste officiellement en place, mais sans la réalité des pouvoirs de sa fonction. Le 24 juin 2021, Chautur renonce au gouvernement pastoral de l'éparchie, et Vasil' est nommé pour lui succéder.
En 2021, le pape François l'envoie en Inde pour résoudre les tensions liturgiques au sein de l'Église catholique syro-malabare. Sa mission se termine le 7 juillet 2025 avec la « vive gratitude » exprimée par le pape Léon XIV.

### Sources
- (sk) « J. E. Mons. Cyril Vasiľ SJ », sur kbs.sk'